# Борзенцев
Борзенцев (укр. Борзенців) — бывшее село в Коропском районе Черниговской области Украины. Расположено на берегу одного из элементов дренажной системы реки Стрижень.
Код КОАТУУ: 7422282002. Почтовый индекс: 16234. Телефонный код: +380 4656.

## История
Решением Черниговского областного совета от 29.03.2013 года село снято с учёта.

## Власть
Орган местного самоуправления — Вольненский сельский совет. Почтовый адрес: 16234, Черниговская обл., Коропский р-н, с. Вольное, ул. Гагарина, 48.